# Phyllachora lapponica
Phyllachora lapponica är en svampart som beskrevs av Petr. 1936. Phyllachora lapponica ingår i släktet Phyllachora och familjen Phyllachoraceae.   Inga underarter finns listade i Catalogue of Life.